# Høje-Taastrup
El municipio de Høje-Taastrup (en danés, Høje-Taastrup Kommune, también Høje-Tåstrup Kommune) es un municipio de Dinamarca de la Región Capital. En 2014 tiene una población de 48.807 habitantes. Su capital y mayor localidad es Taastrup.
El municipio fue creado en 1970. En un principio se llamó Sengeløse porque incluía la totalidad de la parroquia homónima. Desde el 1 de abril de 1974 tomó su nombre actual. Es uno de los pocos municipios daneses cuyo territorio no se vio afectado por la reforma de 2007.
Colinda al oeste con Roskilde, al norte con Roskilde y Egedal, al este con Albertslund y al sur con Greve e Ishøj.

## Localidades
En 2014, el municipio tiene una población total de 48.807 habitantes y cuenta con 5 localidades urbanas (byer, localidades con más de 200 habitantes), donde residen 47.061 habitantes. Otras 1.511 personas viven en áreas rurales y 185 no tienen residencia fija.
| Localidades más pobladas de Høje-Taastrup |                |                  |
| Nº                                        | Localidad      | Población (2013) |
| 1                                         | Taastrup       | 33.121           |
| 2                                         | Hedehusene     | 11.584           |
| 3                                         | Sengeløse      | 1.510            |
| 4                                         | Reerslev       | 636              |
| 5                                         | Vridsløsemagle | 210              |